# 千葉麗子
千葉麗子（1971年1月8日—），日本女實業家、瑜珈講師、右翼活動家、前演員、前配音員、前偶像藝人。暱稱。
已婚。出身於福島縣福島市。以前隸屬於TEAND WAVE。
現在居住於福岡縣糸島市。

## 來歷、人物
1991年在演藝界出道，並作為偶像團體極光五人娘的成員活動。
1992年年僅17歲於「超級戰隊系列」第16作《恐龍戰隊獸連者》中飾演媚／翼手龍連者Ptera Ranger引起關注。
擁有其豐富的電腦知識，早期經常出現在電腦雜誌和網絡相關雜誌上，因此被稱為網絡偶像。因為對個人電腦產生興趣，所以在當時所屬的經紀公司擁有一台Macintosh LC，並在EYE-NET和NIFTY-Serve上有自己的論壇，用個人電腦交流和粉絲互動。
1995年5月離開演藝界，改行擔任遊戲公司的一般職員。
1998年9月21日，與音效設計師DJ KIRIJA結婚，次年9月生下第一子（長男）。第二年開始學習當瑜伽講師。
2002年取得瑜珈講師認證，並於2004年7月在電視節目NHK教育中擔任瑜珈講座。
2018年1月開始在八重山日報連載。

## 作品

### 著書
- （小林宗明 共著，竹書房，1996年 ISBN 978-4812400456）
- （「NHK趣味悠悠」日本放送出版協會，1997年 ISBN 978-4141882398）
- （雙葉社，1998年 ISBN 978-4575289107）
- （經濟界（日语：経済界 (出版社)），1998年 ISBN 978-4766781625）
- （學研，2005年 ISBN 978-4056038934）
- （橋本真由美 共著，MAGAZINE HOUSE，2007年 ISBN 978-4838717484）
- （LOCUS（日语：ローカス (出版社)），2007年 ISBN 978-4898147627）
- （扶桑社，2008年 ISBN 978-4594057954）
- （中經出版（日语：中経出版），2009年 ISBN 978-4806135708）
- （TJ Mook，2008年8月 ISBN 978-4796665667）
- （祥傳社，2009年 ISBN 978-4396314835）
- （監修：川朗，角川SSCommunications（日语：角川・エス・エス・コミュニケーションズ） Lettuceclub Mook，2009年 ISBN 978-4827544084）
- （封面插圖、對談：蓮見都志子（日语：はすみとしこ），青林堂，2016年 ISBN 978-4792605469）
- （封面插圖：、對談：櫻井誠，青林堂，2016年 ISBN 978-4792605735）
- （監修：倉山滿（日语：倉山満），Bestsellers（日语：ベストセラーズ），2017年 ISBN 978-4584137758）
- （倉山滿、杉田水脈 共著，商業社（日语：ビジネス社），2017年 ISBN 978-4828419749）
- （青林堂，2017年 ISBN 978-4792606114）
- （共著，展轉社（日语：展転社），2018年 ISBN 978-4886564566）

### 連載
- （八重山日報，2018年1月17日－）[5]

### 寫真集
- （1993年4月10日，浪漫新社，尾形正茂攝影）ISBN 978-4764817111）
- 《EAST WIND 》（1993年10月10日，浪漫新社，尾形正茂攝影 ISBN 978-4847023361）
- 《THROUGH IT》（1994年9月10日，Scola（日语：スコラ），宮澤正明（日语：宮澤正明）攝影 ISBN 978-4796201889）
- 《Chiba Chiba》（1996年12月13日，鑽石社 ISBN 978-4478950197）
- 《Chibarei》（2001年11月7日，Aquahouse，山內順仁（日语：山内順仁）攝影 ISBN 978-4860460334）
- 《WITHIN》（2010年7月30日，竹書房，清水清太郎（日语：清水清太郎）攝影 ISBN 978-4812442814）

### DVD
- （東映視訊（日语：東映ビデオ），2002年2月）
- 《千葉麗子 WITHIN》（竹書房，2010年8月）
- （2004年10月 ISBN 978-4902484465）
- （TJ Mook，2004年7月 ISBN 978-4796642200）

### CD
- （東芝EMI，1993年4月）
- 《Non Stop！One Way Love ～餓狼傳說SPECIAL主題曲～》（Pony Canyon Scitron Label（日语：サイトロン・レーベル），1994年4月）
- 《BRAND NEW SPIRITS》（Pony Canyon，1994年12月）
- 《P-》（Pony Canyon，1994年11月）
- 《NEO GEO GALS Vocal Collection》（Pony Canyon，1996年6月）
- 《Good Morning VIOLIN DANCE played by NAOrchestra》（Vaundy，2011年9月）

## 演出

### 情報、綜藝節目
富士電視台
- 上主的費洛蒙（日语：殿様のフェロモン）（1993年）
- （1994年）
- Revolution No.8（1994年）－主持人
- （1994年）

其它電視台
- 虎之門（2002年，朝日電視台）－主持人

### 網路
- 文化人放送局（日语：文化人放送局）

### 電視劇
朝日電視台
- 超級戰隊系列
  - 恐龍戰隊獸連者（1992年2月－1993年2月）－媚／翼手龍連者Ptera Ranger[6]
  - 忍者戰隊隱連者 第25話（1994年2月－1995年2月）－麗花〈客串〉

富士電視台
- 一個屋簷下（1993年4月－6月）－桑名詩織
- 阿南的小情人[錨點失效]（1994年1月－3月）－野村梨沙子
- 結婚萬歲 第3話（2009年4月20日－2009年6月29日）－瑜珈講師〈客串〉

### 真人電影
- 獸電戰隊強龍者 VS Go Busters 恐龍大決戰！ 再見永遠的朋友啊（2014年）－翼手龍連者Ptera Ranger〈配音〉

### 電視動畫
1994年
- SAMURAI SPIRITS ～破天降魔之章～（娜可露露）

### OVA
1994年
- 御宅星座（日语：おたくの星座）（倫）
- Wild 7（日语：ワイルド7）（1994～1995）

### 電影動畫
1994年
- 餓狼傳說 -THE MOTION PICTURE-（日语：餓狼伝説 -THE MOTION PICTURE-）（千葉麗子〈客串〉）

### 遊戲
1994年
- 真侍魂 霸王丸地獄變（查姆查姆（日语：チャムチャム））

1996年
- 侍魂 天草降臨 SPECIAL（查姆查姆）[注 1]

1997年
- 真說侍魂 武士道烈傳（英语：Shinsetsu Samurai Spirits Bushidō Retsuden）（查姆查姆）

1998年
- 模擬大樓II（VIP演出）

2002年
- 格鬥天王EX 新血（葉花萌）

### 外語配音

#### 動畫
| 作品年份 | 作品名稱   | 配演角色    | 演員        | 媒介    |
| -------- | ---------- | ----------- | ----------- | ------- |
| 1998     | 辛普森一家 | 艾利森·泰勒 | 薇諾娜·瑞德 | WOWOW版 |

### 廣播節目
日本放送
- （1994年10月－1995年3月）－節目助理
- 秋葉原YOUNG電氣館（日语：秋葉原ヤング電気館）（1995年）－主持人
- 千葉麗子的All Night Nippon 餓狼傳說SPECIAL（1995年7月15日）－主持人

其它電台
- SNK一擊！NEO電台（1993年，MBS）－主持人
- （2012年，日經電台）－週一常駐

### 廣告
- 福島銀行（日语：福島銀行）（1993年）
- 大正製藥 CL-1（1993年）
- 日清食品 UFO假面炒麵（日语：UFO仮面ヤキソバン）（1993年）
- 雀巢日本（雀巢麥金托什→Nestlé Confectionery（日语：ネスレコンフェクショナリー）→現在社名）雀巢果仁巧克力（1993年）
- 三共（日语：三共 (パチンコ)） Fever Girl's I（日语：フィーバーガールズI）（1993年）
  - 販促用海報中演出。
- SNK Neo Geo CD（1994年）
- 東京數位電話（日语：SoftBank (携帯電話)）（1996年）
- 大塚製藥 Oronamin-C（日语：オロナミンC）（2005年）

### 舞台
- 1999年：與媽媽同樂與於括的夥伴們 ～WAKUWAKU大行進～（日语：おかあさんといっしょ）（的配音）

## 腳註

## 外部連結
- 株式會社Cherry Ba公式官網官網 （页面存档备份，存于）（千葉麗子作為代表服務的數位內容初創企業）
- （日語）－千葉麗子的官方個人部落格（2011年1月之後非由本人執筆）。
- 千葉麗子（REIKO CHIBA）的X（前Twitter） （日語）
- 千葉麗子在互联网电影资料库（IMDb）上的資料（英文）
- 千葉麗子的Instagram帳戶 （日語）